# 中村福之助 (3代目)
三代目 中村 福之助（さんだいめ なかむら ふくのすけ、1997年（平成9年）11月13日 - ）は、日本の俳優、歌舞伎役者。屋号は成駒屋。定紋は祇園守。本名は中村 宗生（なかむら むねお）。東京都出身。所属事務所はプントリネア。

## 来歴
三代目中村橋之助（現八代目中村芝翫）と三田寛子夫妻の次男として東京に生まれる。2歳年上の兄は四代目中村橋之助、4歳年下の弟は四代目中村歌之助。祖父は七代目中村芝翫。
2000年（平成12年）9月歌舞伎座『京鹿子娘道成寺』の所化と『菊晴勢若駒』の春駒の童で本名の中村宗生を名乗って初舞台。2016年（平成28年）10月-11月歌舞伎座『極付幡随長兵衛』の雷重五郎、『熊谷陣屋』の伊勢三郎、『祝勢揃壽連獅子』の狂言師後に仔獅子の精、『芝翫奴』の奴駒平で三代目中村福之助を襲名する。
2019年（令和元年）10月-11月新橋演舞場『スーパー歌舞伎II 新版オグリ』では小栗四郎。2024年（令和6年）2月-3月新橋演舞場『スーパー歌舞伎　ヤマトタケル』ではタケヒコを勤めている。
2023年（令和5年）10月 - 重要無形文化財「歌舞伎」（総合認定／第十六次）保持者に認定され「伝統歌舞伎保存会」会員となる。
父芝翫のような線の太い立役を志しており、当たり役は『妹背山婦女庭訓』漁師鱶七実は金輪五郎今国、『ヤマトタケル』タケヒコ、『一本刀土俵入』駒形茂兵衛など幅広い。
市川猿之助、坂東玉三郎により起用される機会が多く、近年では花形歌舞伎にも出演している。

## 受賞歴
- 2009年 - 国立劇場特別賞 『十返りの松』の松の童に対して[3]

## 出演

### 歌舞伎
- 歌舞伎座
- 国立劇場
- 平成中村座
- 博多座
- 南座
- 松竹座　など多数

### テレビドラマ
- 十三人の刺客（2020年11月28日、NHK BSプレミアム）

### テレビ番組
- 徹子の部屋
- にっぽんの芸能
- ダウンタウンDX
- ウチくる!?
- 神谷町小歌舞伎〜成駒屋三兄弟の挑戦〜（BS朝日，2023年7月22日[4][5]）